# Mauricio Serna
Mauricio Alberto Serna Valencia, född 22 januari 1968, är en colombiansk före detta professionell fotbollsspelare som spelade som defensiv mittfältare för fotbollsklubbarna Deportivo Pereira, Atlético Nacional, Boca Juniors, Puebla, Chacarita Juniors och Talleres mellan 1990 och 2005. Han spelade också 51 landslagsmatcher för det colombianska fotbollslandslaget mellan 1993 och 2001.
Serna vann en Categoría Primera A (1994) med Atlético Nacional och tre Primera División de Argentina (apertura 1998, clausura 1999 och apertura 2000), två Copa Libertadores (2000 och 2001) och en interkontinental cup (2000) med Boca Juniors.